# Adam Pengilly
Adam Laird Pengilly (* 14. Oktober 1977 in Taunton) ist ein ehemaliger britischer Skeletonpilot und Sportfunktionär.

## Werdegang
Adam Pengilly trat im November 2002 erstmals in einem internationalen Rennen an. Beim America’s-DurchkopplungCup-Rennen in Lake Placid wurde er hinter Brian McDonald Zweiter. 2004 gewann er bei den Britischen Meisterschaften die Bronzemedaille. Bei der Skeleton-Europameisterschaft 2004 in Altenberg kam er auf den 13. Platz. Besser lief es bei der nächsten EM, wo er an selber Stelle Fünfter wurde. Zudem gewann er bei den Britischen Meisterschaften die Silbermedaille. Unterdessen hatte Pengilly im November 2004 sein Debüt im Skeleton-Weltcup gefeiert. Bei einem Rennen in Altenberg kam er auf den 21. Platz. Erstmals unter die Top Ten kam er beim vorolympischen Rennen in Turin. Dort wurde er 2005 Neunter.
Bei der Universiade konnte Pengilly 2005 hinter Christopher Hedquist die Silbermedaille gewinnen. Danach startete er auch bei seiner ersten Skeleton-Weltmeisterschaft in Calgary 15. zudem gewann er bei den Britischen Meisterschaften 2005 hinter Kristan Bromley Silber, 2006 konnte Pengilly den Titel gewinnen. Höhepunkt der Saison wurde Pengillys Teilnahme an den Olympischen Spielen 2006 in Turin, wo er den achten Platz belegte. Besonders erfolgreich verlief die nacholympische Saison 2006/07. In Nagano, Park City und Cesana belegte er fünfte Plätze, ebenso in der Gesamtwertung des Weltcups. Bei der WM in St. Moritz wurde der Athlet Neunter, bei der EM in Königssee Siebter. In der Saison 2007/08 erreichte er in Cesana mit Platz drei erstmals eine Podiumsplatzierung im Weltcup, bei der parallel ausgetragenen Europameisterschaft gewann er Bronze. In der Weltcup-Gesamtwertung wurde er Fünfter. Bei der Weltmeisterschaft in Altenberg wurde er Zehnter. In der Saison 2008/09 startete er zunächst im Weltcup, später im Europacup und schließlich im Intercontinentalcup, wo er ein Rennen gewinnen konnte. Bei der Weltmeisterschaft in Lake Placid gewann er Silber.
Pengilly nahm an den Olympischen Spielen 2010 in Vancouver teil, kam nach vier Läufen jedoch nur auf Rang 18 ein. In der Saison 2010/11 startete er nur bei zwei Weltcuprennen, konnte jedoch im Intercontinentalcup mit zwei Siegen Erfolge feiern.
Von 2010 bis 2018 war Pengilly Mitglied des Internationalen Olympischen Komitees und Mitglied der Athletenkommission der British Olympic Association. Im März 2012 trat er vom Spitzensport zurück und war bis Ende des Jahres Vorstandsmitglied des LOCOG, das die Olympischen Sommerspiele 2012 in London organisierte. Von 2014 bis 2018 war er Vizepräsident für Internationale Angelegenheiten der International Bobsleigh & Skeleton Federation.